# Brachymeria rufotibialis
Brachymeria rufotibialis är en stekelart som beskrevs av Husain och Agarwal 1982. Brachymeria rufotibialis ingår i släktet Brachymeria och familjen bredlårsteklar. Inga underarter finns listade.